# Визенброн
Визенброн (њем. Wiesenbronn) општина је у њемачкој савезној држави Баварска. Једно је од 31 општинског средишта округа Кицинген. Према процјени из 2010. у општини је живјело 991 становника. Посједује регионалну шифру (AGS) 9675177.

## Географски и демографски подаци
Визенброн се налази у савезној држави Баварска у округу Кицинген. Општина се налази на надморској висини од 262 метра. Површина општине износи 10,6 km². У самом мјесту је, према процјени из 2010. године, живјело 991 становника. Просјечна густина становништва износи 94 становника/km².